# اندرو اورد
اندرو اورد (بالإنجليزية: Andrew Ord)‏ (30 يونيو 1979 بهدرسفيلد في المملكة المتحدة - ) هو لاعب كرة قدم بريطاني في مركز الدفاع. لعب مع نادي برث غلوري ونادي هاروجيت تاون وPickering Town F.C. ‏.